# Överum
Överum är en tätort och bruksort i norra delen av Västerviks kommun och kyrkby i Överums socken i Kalmar län.
Överum ligger cirka 40 kilometer nordväst om Västervik och 70 kilometer sydost om Linköping i ett sjörikt och ganska kuperat landskap. Samhället ligger på sydvästra sidan av en dalgång som går från sjön Såduggen i nordväst via Överumsån till sjön Ryven i sydost. Vattnet flödar från Såduggen ner till Ryven med en nivåskillnad på 21 meter. Ån med Överumsfallen har använts av bruket som vattenkraft.
Genom samhället går riksväg 35 samt järnvägen Tjustbanan.

## Historia
Överum tillhörde 1647 riksdrotsen Per Brahe den yngre. 1655 fick Överum privilegier för tackjärnsblåsning och stångjärnssmide. 1662 blev Överum styckebruk. Ägare var då brukspatron Petrus de Try, och det var han fortfarande 1725. 1733 ägdes Överum av hovjunkaren G. De Besche. 1770 köptet Överrum av västerviksköpmannen Johan David Steen, som lät uppföra den nuvarande herrgårdsbyggnaden. Från 1816 tillhörde bruket friherre Jan Carl Adelswärd på Adelsnäs. Under hans tid genomgick brukssamhället en omfattande nybyggnad och upprustning. Dels av herrgården även av kyrkan, verkstäderna, arbetarbostäderna och stallet som senare blev brukskontor. Efter hans hustrus död 1860 ägdes bruket av hans måg greve Adolphe Stackelberg på Stensnäs herrgård. Det köptes sedan av engelska kapitalister som 1882 instiftade Överums Bruk AB. Överums Bruk har genom åren omvandlats från styckebruk med kanongjuteri till ett modernt verkstadsindustriföretag med fokus på jordbruksmaskiner.
Överum utgjorde 1931–1970 tätort i Överums landskommun.
Den 22 april 1991 öppnades järnvägshållplatsen Överums bruk, som ligger mer centralt än den dåvarande Överums station. Under flera år, till 19 augusti 1996, trafikerades båda stationerna, men i dag trafikeras endast stationen Överums bruk.

### Befolkningsutveckling
| Befolkningsutvecklingen i Överum 1900–2020 | Befolkningsutvecklingen i Överum 1900–2020 | Befolkningsutvecklingen i Överum 1900–2020 | Befolkningsutvecklingen i Överum 1900–2020 | Befolkningsutvecklingen i Överum 1900–2020 |
| ------------------------------------------ | ------------------------------------------ | ------------------------------------------ | ------------------------------------------ | ------------------------------------------ |
|                                            |                                            |                                            |                                            |                                            |
| År                                         |                                            |                                            | Folkmängd                                  | Areal (ha)                                 |
| 1900                                       | 1900                                       |                                            | 871                                        | †                                          |
| 1960                                       | 1960                                       |                                            | 1 971                                      |                                            |
| 1965                                       | 1965                                       |                                            | 2 142                                      |                                            |
| 1970                                       | 1970                                       |                                            | 2 483                                      |                                            |
| 1975                                       | 1975                                       |                                            | 2 267                                      |                                            |
| 1980                                       | 1980                                       |                                            | 2 052                                      |                                            |
| 1990                                       | 1990                                       |                                            | 1 637                                      | 193                                        |
| 1995                                       | 1995                                       |                                            | 1 432                                      | 193                                        |
| 2000                                       | 2000                                       |                                            | 1 319                                      | 193                                        |
| 2005                                       | 2005                                       |                                            | 1 270                                      | 193                                        |
| 2010                                       | 2010                                       |                                            | 1 203                                      | 192                                        |
| 2015                                       | 2015                                       |                                            | 1 166                                      | 164                                        |
| 2020                                       | 2020                                       |                                            | 1 155                                      | 167                                        |
| † Som köpingsliknande samhälle 1900.       |                                            |                                            |                                            |                                            |

## Överums herrgård
Herrgården består av en huvudbyggnad och två flyglar. De nuvarande byggnaderna i Tjustempire uppfördes av baron Jan Carl Adelswärd. Han anlitade på 1840-talet professorn vid Konstakademien Per Axel Nyström som arkitekt för en genomgripande ombyggnad av det timmerhus från 1770 som fanns på platsen. Nyström var en av Sveriges främsta kännare av empirens byggnadsstil som han studerat under flera år i Italien och Frankrike. De omfattande byggnads- och inredningsarbetena fortsatte fram till 1860-talet, efter baronens död.
En tillbyggnad som bland annat rymmer biljardrummet tillkom omkring 1900.
Det unika med Överums herrgård är salongernas konstnärliga ädelträinredningar i golv, väggar och tak. Herrgårdens stora representationsrum Vita salongen hade knappast någon motsvarighet i Sverige när det gällde ståtlig 1800-talsinredning.[källa behövs] Även herrgårdens stall var byggt i tjustempir med påkostad inredning, där hästarna fick äta ur krubbor av marmor. Stallets ytterväggar har bevarats och är nu fasad på Överums Bruks kontor. 
Länsantikvarie Manne Hofrén skriver i sitt verk "Herrgårdar och boställen, en översikt över byggnadskultur och heminredningar i Kalmar läns herrgårdar": "Tjustempirens fullödigaste uttryck blev Adelswärds Överum, ... en sällsynt stark bild av senempirens arkitektur, både i dess rikare och enklare former. Överum är Tjustempirens huvudstad."

### Bilder, bebyggelse vid bruket

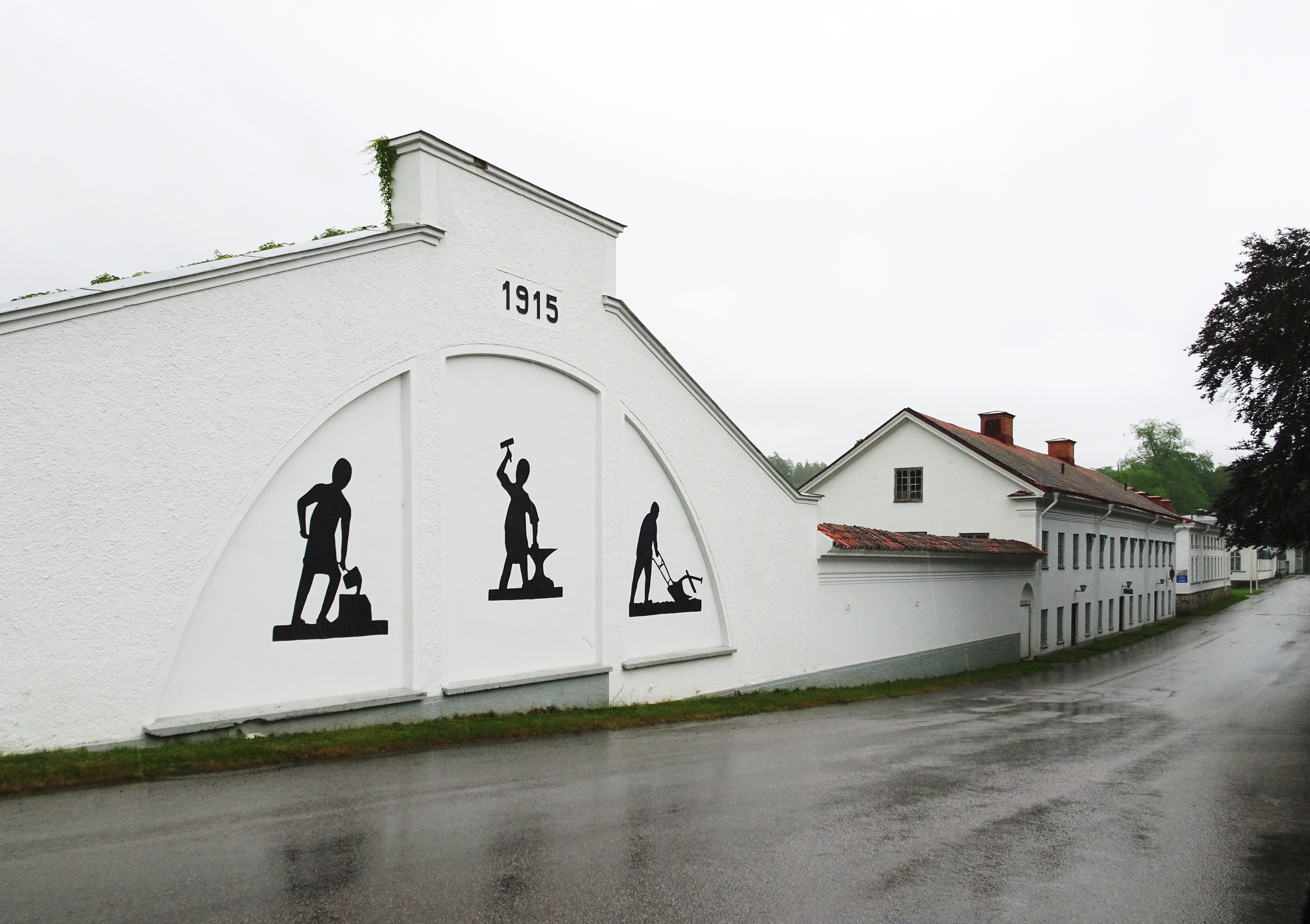
Bruksgatan österut.
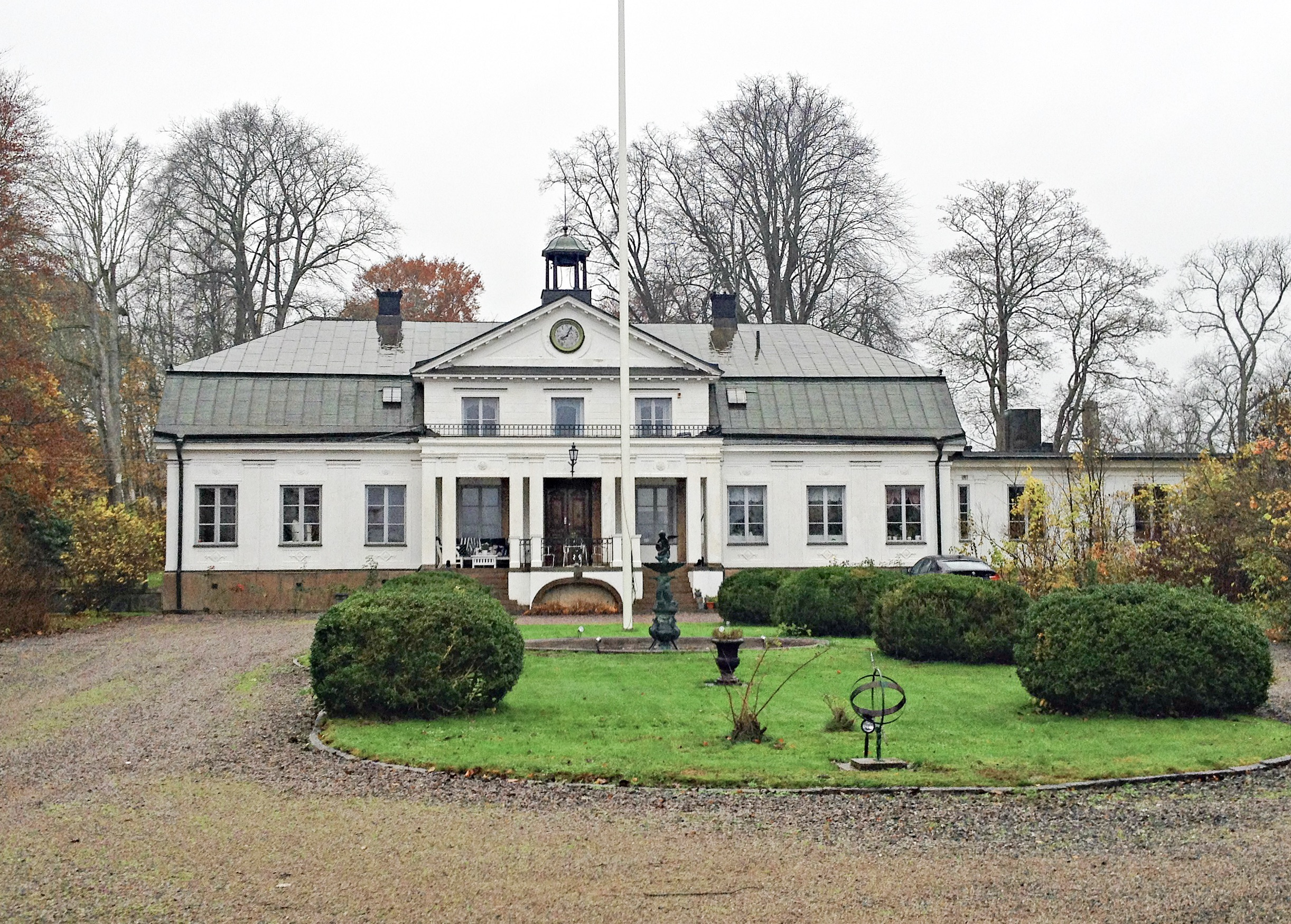
Bruksherrgården.
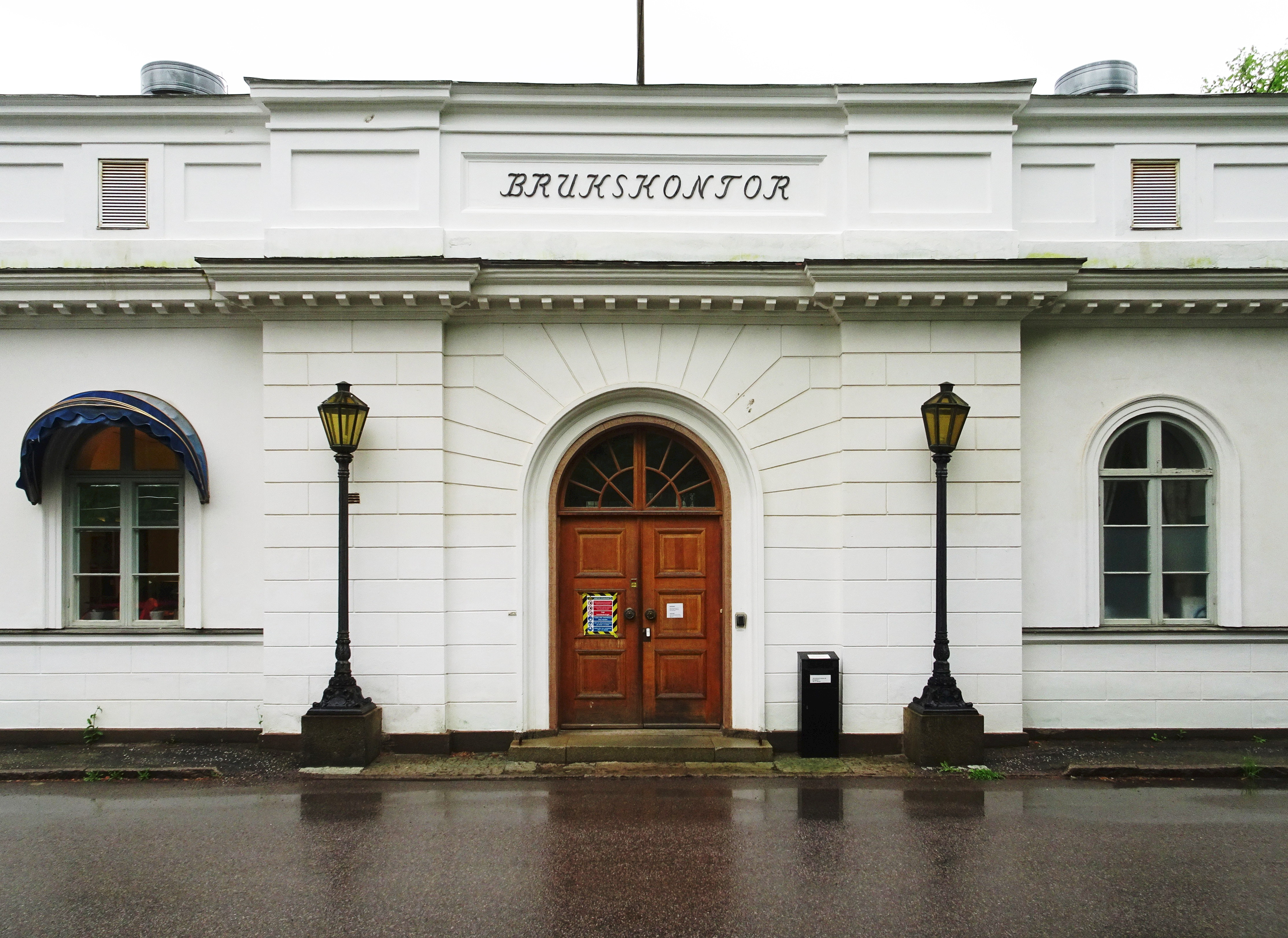
Brukskontoret.
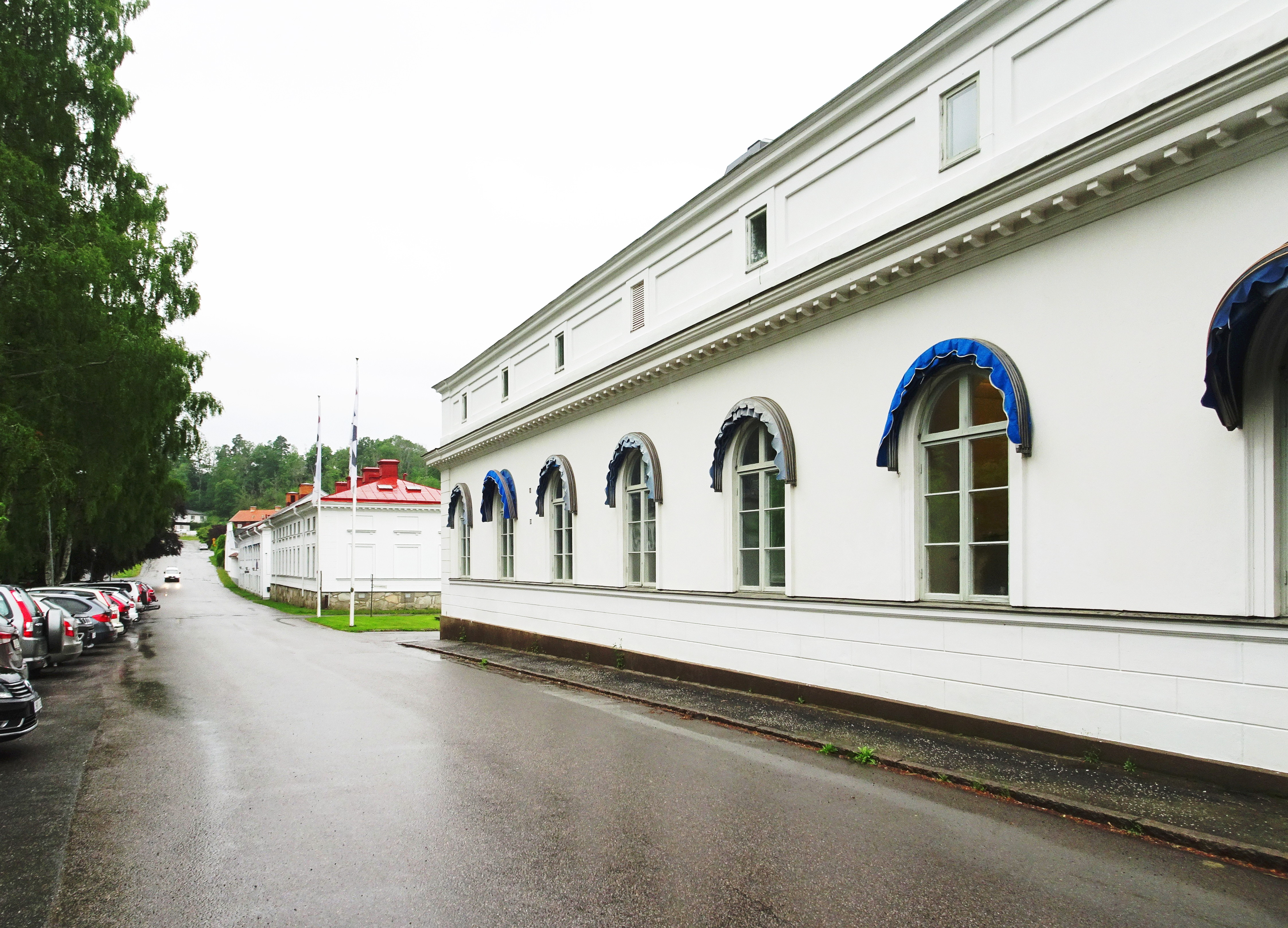
Bruksgatan västerut.

## Överums IP
Överums IP är en idrottsplats i Överum. Där finns en bandyarena och en sporthall. Överums IP är hemmaplan för bandylaget Överums IK.

## Näringsliv
Överums Bruk AB är numera en stor tillverkare av lantbruksmaskiner, främst plogar, gödsel- och såmaskiner.
Överums bruks historia är bevarad i ett museum som är inrymt i en gammal smedja vid den å som förr var livsnerv i brukets verksamhet. I museet finns en gammal tyskhärd och en vattendriven hammare med överfallshjul väl bevarade.

## Personer med anknytning till orten
- Adolphe Stackelberg (1822–1871), greve, godsägare, brukspatron samt eldsjäl inom väckelserörelsen
- Algot Friman (1881–1961), grosshandlare och konsul
- Carl Sundberg (1884–1954), bruksdisponent och politiker
- Gillis de Besche d.y. (1624–1709), bruksidkare
- Johan Ögrim (1853–1938), kommendör och sångförfattare
- Nicolaus Bergensköld (1838–1907), missionspredikant
- William Anderson (1879–1939), konst- och kulturhistoriker